# 宴のあと
『宴のあと』（うたげのあと）は、三島由紀夫の長編小説。全19章から成る。高級料亭「般若苑」の女将・畔上輝井と、元外務大臣・東京都知事候補の有田八郎をモデルにした作品である。ヒロイン・かづの行動的な熱情を描き、理知的な知識人の政治理想主義よりも、夫のためなら選挙違反も裏切りもやってのける愛情と情熱で、一見政治思想とは無縁で民衆的で無学なかづの方が現実を動かし政治的であったという皮肉と対比が鮮やかに表現されている。
『宴のあと』は1961年（昭和36年）3月15日、モデルとされた有田八郎からプライバシーを侵すものであるとして三島と新潮社が訴えられ、長期の裁判沙汰となり、「プライバシー」と「表現の自由」の問題が日本で初めて法廷で争われた。日本ではそこばかりに焦点があてられがちだが、作品の芸術的価値を認めたのは海外の方が早く、1964年（昭和39年）度のフォルメントール国際文学賞で第2位を受賞した。

## 発表経過
1960年（昭和35年）、雑誌『中央公論』1月号から10月号に連載され、同年11月15日に新潮社より単行本刊行された。当初、単行本は中央公論社より刊行予定であったが、小説のモデル・有田八郎の抗議を受け、中央公論社の嶋中鵬二社長が二の足を踏んだため、新潮社からの刊行となった。文庫版は1969年（昭和44年）7月20日に新潮文庫で刊行された。
翻訳版はドナルド・キーン訳（英題：After the Banquet）をはじめ、イタリア（伊題：Dopo il banchetto）、オランダ（蘭題：Na het banket）、ギリシャ（希題：Μετά το συμπόσιο <Meta to symposio>）、スウェーデン（典題：Efter banketten）、スペイン（西題：Después del banquete）、ドイツ（独題：Nach dem Bankett）、フランス（仏題：Après le banquet）、中国（中題：宴之後）など世界各国で行われている。

## あらすじ
保守党御用達の高級料亭「雪後庵」を営む女将・福沢かづは、独身ながら50代を迎え、人生を達観した気持ちで日々過ごしていた。ある日、かづは客として店に来た革新党の顧問で元大臣・野口雄賢（ゆうけん）に出会い、その理想家肌で気高い無骨さに魅かれていく。野口は妻を亡くし独身だった。かづと野口は何度か食事を重ね、奈良の御水取りにも旅し、自然の流れで結婚することとなった。
野口は、革新党から東京都知事選に立候補することになった。かづは革新党の選挙参謀の山崎素一を腹心としながら、大衆の心をつかむような、金を散財する選挙運動に邁進する。貯めた銀行預金が不足したときには、雪後庵を抵当にかけても野口の選挙を支援しようとしていた。しかし、その土着的なやり方を野口に激しく叱責された。そして、雪後庵を閉鎖しないなら離婚するとまで野口に言い渡された。
結局、都知事選は、ライバルの保守党による中傷文書のばらまきや汚い妨害工作に合い、野口が敗北した。そして野口は政治から離れる決意をし、かづと2人でじじばばのように暮す隠遁生活をはじめようと提案する。しかし、かづは精魂こめて金を使った自分よりも、汚いやり方で金を使った相手が勝ったことが許せず、宴のあとのような敗北の空虚に耐えられなかった。かづは保守党の記念碑的人物・沢村尹（いん）に頼み、この償いに、旧知の間柄でもあった保守党の永山元亀（げんき）らの金で雪後庵を再開させようと画策した。
このことを知った野口は、かづに離縁を突きつけた。そして、かづは野口家の墓に入る夢を捨て、雪後庵を再開することの方を選び、野口と別れることを決意した。

## 登場人物
福沢かづ
50歳すぎ。小石川の高級料亭「雪後庵」の女将。保守系の政財界人に人気のある情熱的なたたき上げの女将。男性的な果断と女性的な盲ら滅法の情熱とを一身に兼ねそなえた女。年齢を感じさせない雪白の美しい肌と輝く目を保っている。肥り肉。北国生まれ。天真爛漫。
野口雄賢
元外務大臣。革新党の顧問。英国風老紳士。痩せて銀髪。理想家肌の目。亡き前妻の名前は野口定子。
永山元亀
70代。保守党の黒幕政治家。かづの色恋なしの友人。かづを妹のように愛している。箆のような爪をしたずんぐりした指先。厚ぼったい焦茶色の唇。
環久友
元ドイツ大使。同期の元大使らの集まりである「霞弦会」の一員。立派な恰幅。美男で弁舌さわやか。ハイカラな御隠居。「雪後庵」の厠で脳溢血を起こして倒れ、その後死亡。
環夫人
環久友の妻。年よりも若く見える中年婦人。
中年の女中
野口の家にいた醜い女中。主人の書棚のドイツ語の書名を澱みなく復誦できる。かづはこの女中を辞めさせる。
八十翁のジャーナリスト
80歳の白髪の老人。独身。日本のジャーナリストの草分け。法学博士。社会の進歩にはすべて賛成するが、売春禁止法だけは反対。野口、かづとともに奈良の御水取りを見にいった。
隠居実業家
洒脱な俳人。野口、かづとともに奈良の御水取りを見にいった。
経済評論家
老人。たてつづけに人の悪口を言う。野口、かづとともに奈良の御水取りを見にいった。
新聞社の重役
野口の友人。野口、かづとともに奈良の御水取りを見にいった。
書生と女中
かづの腹心。自宅での野口の生活を「雪後庵」のかづに報告。
木村書記長
革新党の書記長。にこやかな態度。温和でしょぼしょぼした牧師のよう。
黒沢事務局長
革新党の事務局長。衒った素朴さ。炭鉱夫のよう。
山崎素一
革新党の草刈委員長のお気に入りで、野口家に派遣された選挙参謀。東京都政の問題点を野口に講義する。かつての幻滅した共産主義者の1人で、今は不敵で明敏な赤ら顔の実際家。人情家。かづと気が合う。
助役
青梅市役所員。かづを永山公園の大忠霊塔の礎に案内する。
振付師
大忠霊塔の定礎式の民謡大会の振付師。かづと同郷。
佐伯首相
「雪後庵」を買おうとした藤川コンツェルンの藤川玄蔵に圧力をかけ、売買を止める。
戸塚
初老の男。胡麻塩の五分刈り頭。昔、かづと同棲していた男。かづの過去をネタに書いた小冊子を作りユスる。顔は人並すぐれて整っているが老いて憔悴し、美男のままに頽れた顔のいやらしさを持つ。
沢村尹
何度も総理をつとめた保守党の記念碑的人物。「雪後庵」再開のための奉加帳に最初に署名した。正妻はいない。沢村家は代々弁財天を信仰。嫉妬深い処女神に遠慮して、終生娶らず、柳橋のうめ女を内妻とし、世間的には家婢の体裁にしていた。
沢村尹の内妻
沢村尹の内妻だが、決して表に立たず、世間的には家婢の体裁。夫のことを「御前」（ごぜん）と呼ぶ。
稲瀬の女将と老妓
柳橋のお座敷の芸妓。小肥りした聡明で陽気な女。
白川の女将
赤坂の料理屋の女将。老女。かづの知り合いで味方。

## 作品評価・研究
『宴のあと』は三島作品の中では比較的、主題が分かりやすく、「社会的現実」を直接的に文学作品に取り入れている作品である。発表当時の評価も総じて高く、臼井吉見、平野謙、河上徹太郎、中村光夫らから推奨された。
佐藤秀明は『宴のあと』について、保守政治家の選挙のやり口を熟知しているヒロインかづが、「無骨な正義漢」の夫のために選挙違反もやり、「火の玉のような応援」に邁進するという、そういったかづの愛情や情熱の方が、「戦後の政治的理想主義」よりも、現実の政治を動かすという主題となっているとし、「現実の濁り」が描かれていて、そこが作品の魅力だと解説している。
西尾幹二は『宴のあと』の主題の「明晰」さと堅牢な構成力を指摘し、「〈知識人〉の空想的な理想より、〈民衆〉の生命力に富む現実感覚の方がより政治的であったという皮肉」が描かれていると考察しながら、作者・三島は「政治世界」を垣間見て、日本に「西洋風に様式化された政治現実」が欠けていることを意識し、「日本の非政治的風土を正確に観察している」と解説している。また、登場人物2人の「組合せの妙」や、「はてしなく行動しないではいられない〈活力の孤独〉を知っている」ヒロインかづの魅力のある人物造形、〈墓〉などの「いくつかの鍵となるモチーフ」が作品に厚みを加え、それらが重なり、「〈宴〉が終ったことの莫たる巨大な空白」が象徴的に表現されているとし、芸術的完成度の高い作品だと評価している。
ドナルド・キーンは、小説としての『宴のあと』の価値を、「有名人をめぐるゴシップの面白さとは無関係」とし、以下のように評している。
野口武彦は、脇役の選挙参謀の山崎素一が三島の性格にもっとも近く、「政治的ロマン主義者」の人物だとし、政治に附随する〈激しい喜怒哀楽〉や〈本物の灼熱〉〈政治特有の熱さ〉を好む山崎に重なる三島の「政治的イロニー（皮肉）」を考察し、政治家のやることを〈芸者のやるやうなこと〉、〈政治と情事とは瓜二つだつた〉という一種の侮蔑を帯びた「寝業」的な考えを持つ福沢かづと山崎素一の認識が、「その対極としてテロリズムの肯定につながる純粋心情主義を生み出すことになる」とし、三島が林房雄との対談で発していた〈本来、政治と芸術といふのは同じ泉から出てゐるのではないか〉という認識も、精神が「政治の次元そのもの」から乖離・遊離し、それは「政治」が「現実の人間とその社会を素材にして制作される芸術」であるという認識だと解説している。
そして野口は、『宴のあと』で描かれる〈理想主義の終焉〉、〈虚しい理想の巨大な廻り燈籠〉が、三島の終戦体験から胚胎しているものであると同時に、その〈終焉〉絵図が、「三島氏がその内部で十五年間遍塞してきた戦後世界を領導していた諸理想の終末の画面として描いたもの」であり、その「斜陽と寂寥の基本色調」が、一種の〈宴〉だった安保闘争で敗北感を抱いた者たちの「内面に浮かび出た心象風景」と酷似するとしながら、『宴のあと』の寂寥感とイロニーが、後継作品（『美しい星』『絹と明察』『英霊の聲』など）につながっていくことを論考している。

## 作品モデル
『宴のあと』に登場する料亭「雪後庵」は、東京・白金台に実在した高級料亭「般若苑」をモデルとしているが、その土地は元薩摩藩の別荘だった場所である。昭和初年、荏原製作所の創業者畠山一清が奈良・般若寺の庫裏を移築して邸宅を構えた。1948年（昭和23年）に畔上輝井（あぜがみ・てるい）が買い取って般若苑を開業、多くの政財界人、著名人が訪れた。
野口雄賢のモデルとなった有田八郎は前妻の死没後、福沢かづのモデルの畔上輝井と1943年（昭和18年）ごろ知り合い、1953年（昭和28年）に再婚し、1959年（昭和34年）4月の東京都知事選で東龍太郎に敗れたあと年内に離婚した。なお「般若苑」は2005年（平成17年）に閉店し、建物は撤去された。
戯曲『鹿鳴館』を1956年（昭和31年）に発表していた三島は、その作品の主題と連なる政治と恋愛との衝突という主題を小説でも追求してみたいと考えていたが、1959年（昭和34年）初夏に中央公論社から連載小説の執筆依頼を受けたのを機に、当時話題になっていた東京都知事選挙をめぐる話や畔上輝井と有田八郎の離婚を小説の題材にすることに決めた。
三島は、有田や畔上の手記のほか、報道記事や刊行物などを資料としながら構想を練り始めた。そして同年の秋に中央公論社にその小説の構想で書きたい旨を伝え、出版社側から実在の人物であるため念のため畔上本人の承諾を得た方がいいという話が出て、嶋中鵬二社長と三島と担当記者の3人で畔上と面会することになった。
三島は小説の具体的な詳細内容などには触れなかったが、畔上に「自分の念頭にあるのは政治と恋愛との対立というような主題で、私は女主人公に非常に美しいイメージをいだいており、小説では一つの理想の姿、肯定的な人間像をあなたを通して描いてみたい」という趣旨の説明をし、後日も何度か交渉を重ねて畔上の承認を得た>。畔上は、離婚した有田に三島の申し出のことを伝えたが、有田は特に諾否の表明はなく、どう対処するかは自分の関与するところではないと畔上に答えたという>。
しかしながら、小説の連載が始まり第六回分が発表された頃から、畔上から「自分が淫らな女として扱われている」という連載中止を求める抗議があり、出版社や三島の説得と「モデル小説ではない」という断り書きを付けることでなんとか折り合いが付き連載が続けられたが、単行本として出版されることが発表されると、今度は有田から中央公論社と三島に刊行しないよう申し入れがあった。
中央公論社は、作品の内容の字句の訂正や出版を延期するなどで妥協できないか三島に訊ねるが、三島としては、その出版時期が明示されない不信感や、有田の肩を持ちすぎて出版社としての責務に欠けるところがあると反論し、なかなか妥協点が見つからず、最終的には、三島から出版交渉を受けた新潮社が喜んで刊行本出版を引き受けた。そのため有田は、三島と新潮社に対して慰謝料請求の訴訟を起すことになった<。

## 『宴のあと』裁判
三島は、日本で最初のプライバシーの侵害裁判の被告となった。もの珍しさから、「プライバシーの侵害」という言葉は当時、流行語となった。
1961年（昭和36年）3月15日、元外務大臣・東京都知事候補の有田八郎は、三島の『宴のあと』という小説が自分のプライバシーを侵すものであるとして、三島と出版社である新潮社を相手取り、損害賠償100万円と謝罪広告を求める訴えを東京地方裁判所で起こした。主任弁護士は森長英三郎（田中伸尚『一粒の麦死して』参照）。
有田八郎から訴えられた際に三島は、『宴のあと』について、〈私はこの作品については天地に恥じない気持ちを持っている〉と主張し、〈芸術作品としても、言論のせつどの点からも、コモンセンスの点からも、あらゆる点で私はこの作品に自信を持っている〉と述べた。翻訳者のドナルド・キーン宛ての手紙でも、〈この訴へには絶対に勝つ自信があります〉と語っていた。ちなみに作品が『中央公論』に連載される前には、〈何とかチャンと良識に背いたものが書ければ、と念じてゐる〉とも述べ、〈姦通の話を書いても、殺人の話を書いても、どこか作家の良識臭がにじみ出てしまふ現代に、せい一杯の抵抗ができればよいが〉と抱負を語っていた。
プライバシー裁判においてなされた三島による『宴のあと』の主題の説明は以下のようにまとめられている。
裁判は、「表現の自由」と「私生活をみだりに明かされない権利」という論点で進められたが、1964年（昭和39年）9月28日に東京地方裁判所で判決が出て、三島側は80万円の損害賠償の支払いを命じられた（ただし謝罪広告の必要はなし）。このときに伊藤整も傍聴していた。三島は、芸術的表現の自由が原告のプライバシーに優先すると主張したが、第一審、東京地裁の石田哲一裁判長は判決において以下の論述を出した。

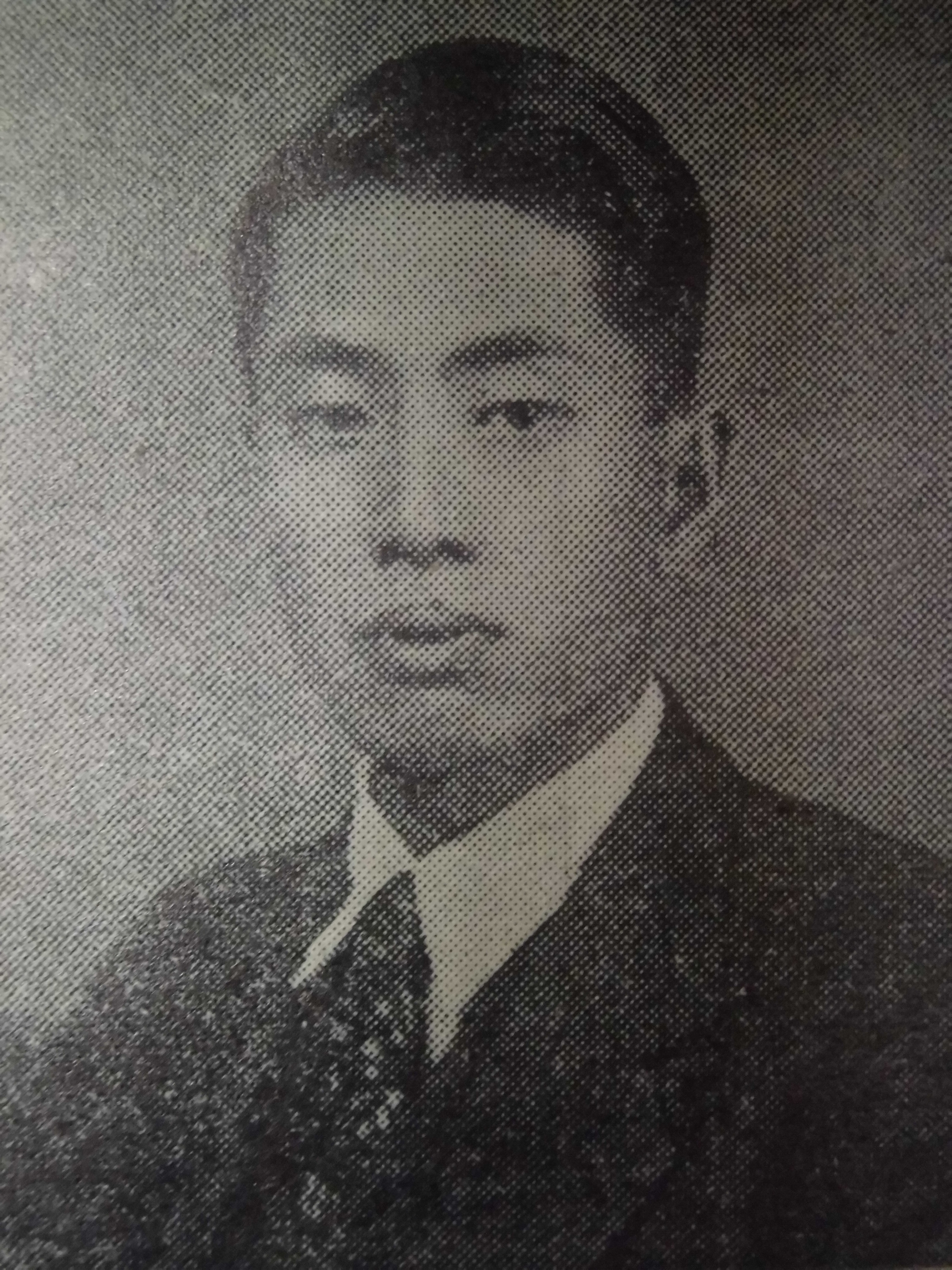
裁判長・石田哲一

「小説なり映画なりがいかに芸術的価値においてみるべきものがあるとしても、そのことが当然にプライバシー侵害の違法性を阻却するものとは考えられない。それはプライバシーの価値と芸術的価値の基準とはまったく異質のものであり、法はそのいずれが優位に立つものとも決定できないからである。たとえば、無断で特定の女性の裸身をそれと判るような形式、方法で表現した芸術作品が、芸術的にいかに秀れていても、通常の女性の感受性として、そのような形の公開を欲しない社会では、やはりプライバシーの侵害であって、違法性を否定することはできない」
石田裁判長は、「言論、表現の自由は絶対的なものではなく、他の名誉、信用、プライバシー等の法益を侵害しないかぎりにおいてその自由が保障されているものである」との判断を示し、「プライバシー権侵害の要件は次の4点である」と判示した。
1. 私生活上の事実、またはそれらしく受け取られるおそれのある事柄であること
2. 一般人の感受性を基準として当事者の立場に立った場合、公開を欲しないであろうと認められるべき事柄であること
3. 一般の人にまだ知られていない事柄であること
4. このような公開によって当該私人が現実に不快や不安の念を覚えたこと

『宴のあと』がプライバシー侵害に該当するという判決について三島は、〈言論人全体〉ひいては〈小説といふものを手にする読者全体〉に対する〈侮蔑〉であり、〈見のがしがたい非論理的な帰結〉だとして、〈悪徳週刊誌退治といふ「社会的正当性」のために、文学作品が利用され、おとしめられ、同一水準に扱はれた、もつとも非文化的な事例〉だとして抗議した。
三島側は10月に控訴するが、この翌年の1965年（昭和40年）3月4日に有田が死去したため、1966年（昭和41年）11月28日、有田の遺族と三島・新潮社との間に和解が成立して、無事に無修正で出版できることになった。三島は一連の経過を振り返って、〈日本最初のプライバシー裁判としては「宴のあと」事件は、まことに不適切な、不幸な事件であつた〉としている。
当初、この件で友人である吉田健一（父親・吉田茂が外務省時代に有田の同僚であった）に仲介を依頼したもののうまくいかず、吉田健一が有田側に立った発言をしたため、のちに両者は絶交に至る機縁になったといわれている。
三島は、自決1週間前に行った古林尚との対談「三島由紀夫 最後の言葉」において、この裁判で裁判というものを信じなくなったと語っている。それは、法廷で弁護人から「三島に署名入りで本（有田八郎著『馬鹿八と人はいう』）をやったか」と質問が出たとき、有田が「とんでもない、三島みたいな男にだれが本なんてやるもんか…（後略）」と答え、弁護人が、「もしやっていらっしゃったら、ある程度三島の作品を認めたか、あるいは書いてもらいたいというお気持があったと考えてよろしいですね？」と念押しされ、「そのとおりですよ」と、断固として本は三島に渡していないと主張したが、三島は有田から、「三島由紀夫様、有田八郎」と署名された本をもらっていた。それを三島側が提示すると、傍聴席が驚いたという。
三島は、「宴のあと」裁判が陪審制度だったら、自分は勝っていただろうと振り返って述べている。裁判所の判断は、有田が老体であるとか、社会的地位や名声を配慮して有田に有利に傾き、民事裁判にもかかわらず刑事訴訟のように、被告は「三島」と呼び捨てにし、ときどき気がついて「さん」付けになるものの、ほぼ呼び捨てだったという。

## 「この物語はフィクションです」の始まり
「フィクションである」という掲示の初出は、『宴のあと』連載最終回で「実在の人物とまぎらわしい面があり、ご迷惑をかけたむきもあるようですが、作品中の登場人物の行動、性格などは、すべてフィクションで、実在の人物とは何ら関係ありません」という“断り書き”を『中央公論』に掲載したものと思われる。
毎日放送の番組審議室によると、「この物語はフィクションです」というテロップは『宴のあと』裁判でプライバシーに関する論議が盛んになり、ドラマの最初もしくは最後に放送するようになったという。テレビテロップは特撮ドラマ『超人バロム・1』の「このドラマにでてくるドルゲはかくうのものでじっさいのひととはかんけいありません」（通称ドルゲ事件）が日本における初出とも言われるが、2009年に1964年（昭和39年）の白黒ドラマ『第7の男』のフィルムが発見され、「こゝに登場する物語　場所　並びに人物はすべて創作である」とあったため、事実ではない。

## 幻の映画化
1961年（昭和36年）に、成瀬巳喜男監督で映画化される企画があり、主演も山本富士子と森雅之で決まっていたが、裁判の影響などで実現には至らなかった。

## 派生作品
- 小説三島由紀夫（平林たい子） - 『婦人公論』1960年11月・創刊45年周年記念特大号に掲載。
  - 『宴のあと』のプライバシー事件をモチーフにしながら、渦中の作者・三島の芸術家としての自負と矜持に満ちた姿を平林独自の目線で描いた実録小説[37]。作中では、三島は実名であるが、「般若苑」の女将・畔上輝井は「なおみ女史」となっており、平林は以下のようなタッチで三島のことをやや驕慢な作者として描いている[37]。

## おもな刊行本
- 『宴のあと』（新潮社、1960年11月15日） NCID BN05025026
  - 文字カット：町春草。紙装。貼函。紺色帯。295頁
  - 帯（裏）に臼井吉見、河上徹太郎、中村光夫、平野謙による作品評。
- 文庫版『宴のあと』（新潮文庫、1969年7月20日。改版1989年12月10日、新版2020年11月）
  - 解説：西尾幹二。新版解説：辻原登
- 英文版 『After the Banquet』（訳：ドナルド・キーン）（Random House Inc、1973年1月。他）

### 全集収録
- 『三島由紀夫全集13巻（小説XIII）』（新潮社、1973年10月25日）
  - 装幀：杉山寧。四六判。背革紙継ぎ装。貼函。
  - 月報：斎藤直一「『宴のあと』訴訟事件を想い三島君を偲ぶ」。《評伝・三島由紀夫 6》佐伯彰一「二つの遺作（その5）」。《同時代評から 6》虫明亜呂無「『宴のあと』『憂国』をめぐって」
  - 収録作品：「宴のあと」「憂国」「獣の戯れ」「苺」「帽子の花」「魔法瓶」「月」「葡萄パン」「真珠」「雨のなかの噴水」「切符」
  - ※ 同一内容で豪華限定版（装幀：杉山寧。総革装。天金。緑革貼函。段ボール夫婦外函。A5変型版。本文2色刷）が1,000部あり。
- 『決定版 三島由紀夫全集8巻 長編8』（新潮社、2001年7月10日）
  - 装幀：新潮社装幀室。装画：柄澤齊。四六判。貼函。布クロス装。丸背。箔押し2色。
  - 月報： 吉村昭「『金閣寺』という傑作」。芥川瑠璃子「鮮やかに蘇るあの頃」。［小説の創り方8］田中美代子「廃された王位」
  - 収録作品：「宴のあと」「お嬢さん」「獣の戯れ」「『宴のあと』創作ノート」「『獣の戯れ』創作ノート」